# Kolonie Neufundland

Heutiges Wappen der kanadischen Provinz Neufundland und Labrador, das 1637 erstmals an David Kirke verliehen wurde

Die Kolonie Neufundland (englisch Newfoundland Colony) war eine englische und später britische Kolonie auf dem Gebiet der heutigen kanadischen Provinz Neufundland und Labrador. Sie wurde 1610 etabliert, nachdem es zuvor schon mehrere Jahrzehnte lang eine sporadische Siedlungstätigkeit auf der Insel Neufundland gegeben hatte. 1854 wurde sie eine selbstregierende Kronkolonie im Britischen Empire und erhielt 1907 den Status eines Dominions. Das Dominion Neufundland schloss sich schließlich 1949 als zehnter Bundesstaat der kanadischen Konföderation an.

## Geschichte
Vor der Ankunft der ersten britischen Siedler im späten 16. Jahrhundert wurde Neufundland von den Beothuk, einer algonkinsprachigen indianischen Ethnie, bewohnt, die unter anderem aufgrund der von ersteren mitgebrachten Infektionskrankheiten, seit dem 19. Jahrhundert als ausgestorben gilt. Später zogen vermehrt Angehörige des Stammes der Mi’kmaq vom Festland nach Neufundland, die heute die Mehrheit der sich als Indianer bekennenden Einwohner Neufundlands stellen.
Im Jahre 1583 nahm der mit einem Patent der Königin Elisabeth I. ausgestattete englische Seefahrer Humphrey Gilbert die Insel für die Krone in Besitz. Gilbert kam im selben Jahr auf der Rückfahrt nach Europa in einem Sturm ums Leben. Bereits knapp 90 Jahre vor Gilbert, im Jahre 1497 hatte der italienische Seefahrer in englischen Diensten, Giovanni Caboto (engl. John Cabot), vermutlich Neufundland betreten und symbolisch in Besitz genommen. Neufundland hat somit ein gewisses Anrecht auf den Titel als älteste englische Kolonie, da die 1585 von Walter Raleigh gegründete Ansiedlung Roanoke auf der gleichnamigen Insel vor der Küste North Carolinas keinen Bestand hatte. Nach dem Ende des Englisch-Spanischen Krieges im Jahre 1604 kam es zu einem Erstarken des Interesses an einer überseeischen Kolonisation in England.
Im Jahre 1610, drei Jahre nach der Gründung von Jamestown im heutigen Virginia, erreichte ein Schiff mit 40 Siedlern an Bord Cuper’s Cove (heute Cupids) und gründete dort unter Führung des Kaufmanns John Guy eine Siedlung im Auftrag der London and Bristol Company, die zuvor eine Royal Charter von König Jakob I. erhalten hatte. Die Kompanie hatte zunächst eine Monopolstellung für den Handel mit Neufundland inne, die meisten der frühen Siedler waren Fischer. In den nächsten Jahren bis 1620 folgten weitere Ansiedlungen in Bristol’s Hope (nahe Harbour Grace), Renews, in New Cambriol, South Falkland und Ferryland auf der im äußersten Osten gelegenen Halbinsel Avalon. Etwa zur gleichen Zeit besiedelten auch französische Kolonisten die Insel, allerdings eher an der Südküste und im Nordwesten. 1623 wurde die Province of Avalon im Auftrag George Calverts von Kapitän Edward Wynne begründet.
Im Jahre 1638 wurde mit David Kirke erstmals ein Gouverneur für die gesamte Insel eingesetzt. 1655 setzte die französische Krone einen ersten Gouverneur für den Hafen Plaisance ein, gelegen an der heutigen Placentia Bay, und versuchte in den folgenden Jahren, um diesen Ort eine Kolonie zu etablieren. Die größte englische Siedlung war bei der ersten Volkszählung um 1675 St. John’s in der Conception Bay, das auch heute noch die größte Stadt auf Neufundland ist. Während King William’s War (1689–1697), Teil des Pfälzischen Erbfolgekrieges, wurde die inzwischen gewachsene englische Kolonie auf der Avalon-Halbinsel beinahe von französischen Truppen unter Pierre Le Moyne d’Iberville und Jacques Testard de Montigny und ihren indianischen Verbündeten ausgelöscht. Einzig der Außenposten auf Carbonear Island und der Ort Bonavista im äußersten Norden der gleichnamigen Halbinsel überlebten den Ansturm relativ unbeschadet. Über die folgenden Jahre wurde die Kolonie von den Briten wieder aufgebaut und neu bevölkert.
Während Queen Anne’s War (1702–1713) führte die britische Marine unter John Leake im Jahre 1702 mehrere Überfälle auf französische Küstensiedlungen durch, wagte sich aber nicht an den französischen Hauptstützpunkt Plaisance. Der französische Gouverneur Daniel d’Auger de Subercase schlug in der Folgezeit gegen die britischen Siedlungen zurück, scheiterte aber Anfang 1705 mit der Belagerung von St. John’s. Erst im Winter 1708/09 gelang den Franzosen die Eroberung der britischen Basis, ohne sie jedoch dauerhaft halten zu können. Die Befestigungen wurden beim Rückzug geschleift, anschließend von den Briten wieder aufgebaut. Im Frieden von Utrecht von 1713 musste Frankreich unter anderem ganz Akadien an Großbritannien abtreten (es wurde in Nova Scotia („Neuschottland“) umbenannt) und zudem die britische Herrschaft über Neufundland und die vor dessen Küste liegende Inselgruppe Saint-Pierre und Miquelon anerkennen. Den Franzosen wurden Fischereirechte im Norden der Insel eingeräumt, am sogenannten French Shore, die bis zur Entente cordiale von 1904 Bestand hatten.

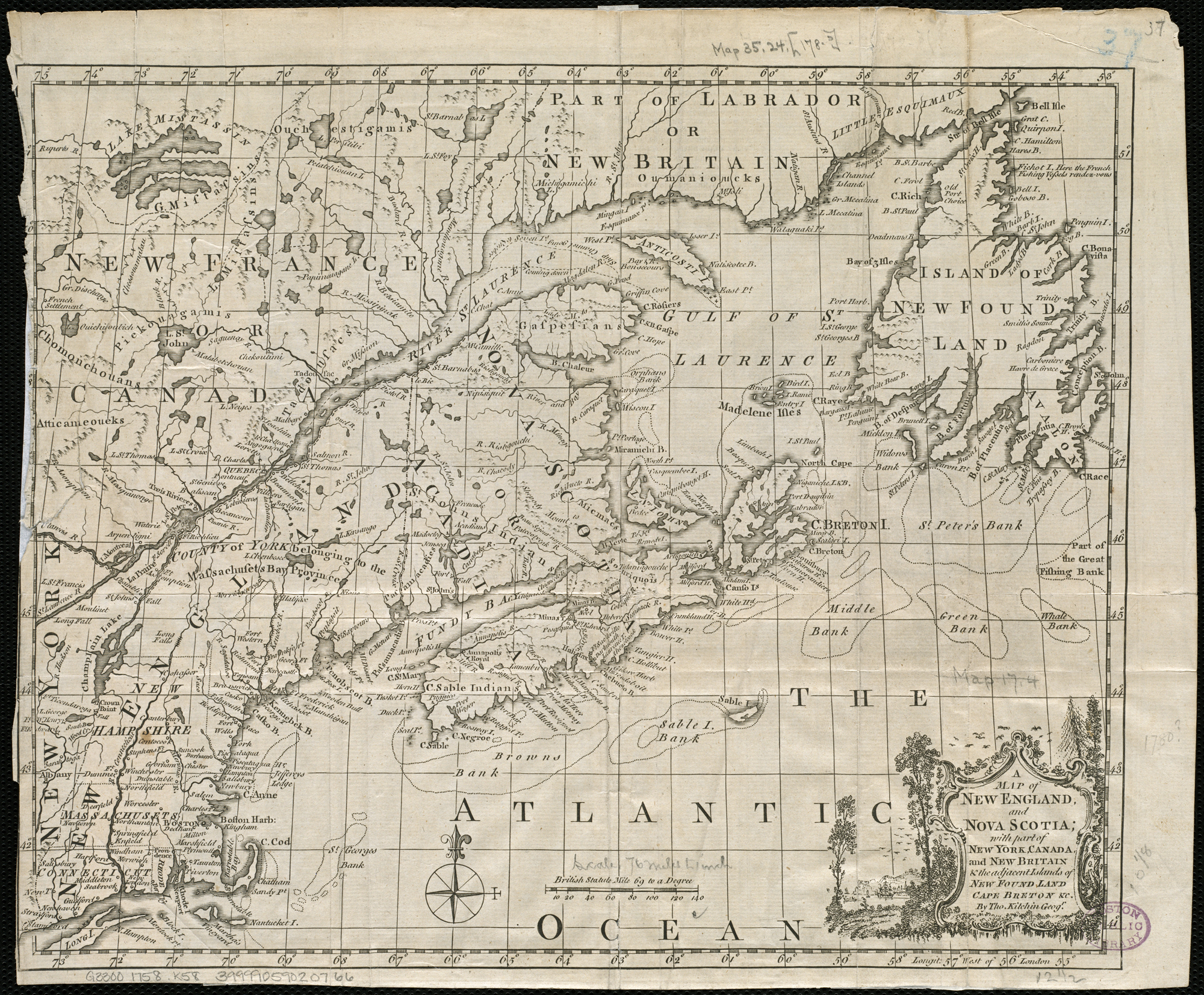
Karte Neuenglands und Nova Scotias von 1758 mit Neufundland oben rechts

Zwischen 1729 und 1824 wurde Neufundland von Gouverneuren aus den Reihen der Royal Navy verwaltet, den sogenannten Commodore-Governors, deren erster Henry Osborn war. Zuvor waren die Kapitäne der jährlich die Insel anlaufenden Fischereiexpeditionen die höchste Autorität in der Kolonie gewesen. Die Gouverneure hielten sich typischerweise nur von Juni/Juli bis November eines Jahres in der Kolonie auf, dies änderte sich erst 1817.
Im Siebenjährigen Krieg in Nordamerika wurde St. John’s im Sommer 1762 von einer französischen Expedition unter Charles-Henri-Louis d’Arsac de Ternay und Joseph-Louis-Bernard de Cléron d’Haussonville kurzzeitig erobert. Die Schlacht von Signal Hill bei St. John’s am 15. September, in der die Franzosen unterlagen, war die letzte Schlacht des Krieges in Nordamerika. Im Pariser Frieden von 1763 wurde das bisherige Neufrankreich Großbritannien zugesprochen, lediglich Saint-Pierre und Miquelon verblieb den Franzosen als Fischereiaußenposten.
Die von den Dreizehn Kolonien isoliert liegende Insel wurde nicht in die Wirren des Amerikanischen Unabhängigkeitskrieges (1775–1783) hineingezogen und blieb loyal. Ab 1783 wurde Neufundland als Teil des bei Großbritannien verbliebenen Britisch-Nordamerika betrachtet. Einige geflohene amerikanische Loyalisten wurden auf die Insel umgesiedelt, die meisten aber nach Nova Scotia, New Brunswick und ins Gebiet des heutigen Ontario.
1825 wurde mit Thomas John Cochrane der erste zivile Gouverneur für nunmehrige Kronkolonie Neufundland eingesetzt. Unter ihm wurde das Government House in St. John’s erbaut. 1832 erhielt die Kolonie eine Verfassung und 1854 wurde ihr die Selbstverwaltung zugestanden. Erster Premier wurde der aus Charlottetown, Prince Edward Island, stammende Philip Francis Little. In der Zeit der Kanadischen Konföderation in den 1860er Jahren sperrte sich Neufundland gegen einen Beitritt. 1907 erhielt es den eigenen Status eines Dominion. Neufundländische Soldaten und Freiwillige nahmen auf Seiten des Mutterlandes am Ersten und Zweiten Weltkrieg teil. Im Zuge der Weltwirtschaftskrise der 1930er Jahre wurde Neufundland von 1934 bis 1949 durch eine königliche Regierungskommission verwaltet. In letzterem Jahr trat das Dominion gemeinsam mit Labrador der Konföderation bei.
Zur weiteren Geschichte siehe Neufundland und Labrador